# Astier Nicolas
Astier Nicolas (Toulouse, 19 de enero de 1989) es un jinete francés que compite en la modalidad de concurso completo.
Participó en los Juegos Olímpicos de Río de Janeiro 2016, obteniendo dos medallas, oro en la prueba por equipos (junto con Karim Laghouag, Thibaut Vallette y Mathieu Lemoine) y plata en la individual. Ganó una medalla de bronce en el Campeonato Europeo de Concurso Completo de 2013.

## Palmarés internacional
| Juegos Olímpicos   | Juegos Olímpicos        | Juegos Olímpicos  | Juegos Olímpicos |
| Año                | Lugar                   | Medalla           | Categoría        |
| ------------------ | ----------------------- | ----------------- | ---------------- |
| 2016               | Río de Janeiro (Brasil) | Medalla de oro    | Por equipos      |
| 2016               | Río de Janeiro (Brasil) | Medalla de plata  | Individual       |
| Campeonato Europeo |                         |                   |                  |
| Año                | Lugar                   | Medalla           | Categoría        |
| 2013               | Malmö (Suecia)          | Medalla de bronce | Por equipos      |